# Arsácio (cubiculário)
Arsácio (em latim: Arsacius) foi um oficial e eunuco romano do século IV, ativo no Oriente durante o reinado do imperador Constâncio II (r. 337–361). Em 22 de março de 339, foi enviado com Filágrio para instalar o bispo ariano Gregório da Capadócia em Alexandria. É provável que fosse cubiculário.